# ロサンゼルス映画批評家協会賞 監督賞
ロサンゼルス映画批評家協会賞 監督賞（Los Angeles Film Critics Association Award for Best Director）は、ロサンゼルス映画批評家協会によって映画監督に毎年贈られる賞である。

## 受賞者一覧

### 1970年代
| 年   | 候補者             | 作品名                     |
| ---- | ------------------ | -------------------------- |
| 1975 | シドニー・ルメット | 『狼たちの午後』           |
| 1976 | シドニー・ルメット | 『ネットワーク』           |
| 1977 | ハーバート・ロス   | 『愛と喝采の日々』         |
| 1978 | マイケル・チミノ   | 『ディア・ハンター』       |
| 1979 | ロバート・ベントン | 『クレイマー、クレイマー』 |

### 1980年代
| 年   | 候補者                       | 作品名                       |
| ---- | ---------------------------- | ---------------------------- |
| 1980 | ロマン・ポランスキー         | 『テス』                     |
| 1981 | ウォーレン・ベイティ         | 『レッズ』                   |
| 1982 | スティーヴン・スピルバーグ   | 『E.T.』                     |
| 1983 | ジェームズ・L・ブルックス    | 『愛と追憶の日々』           |
| 1984 | ミロシュ・フォアマン         | 『アマデウス』               |
| 1985 | テリー・ギリアム             | 『未来世紀ブラジル』         |
| 1986 | デヴィッド・リンチ           | 『ブルーベルベット』         |
| 1987 | ジョン・ブアマン             | 『戦場の小さな天使たち』     |
| 1988 | デヴィッド・クローネンバーグ | 『戦慄の絆』                 |
| 1989 | スパイク・リー               | 『ドゥ・ザ・ライト・シング』 |

### 1990年代
| 年   | 候補者                       | 作品名                       |
| ---- | ---------------------------- | ---------------------------- |
| 1990 | マーティン・スコセッシ       | 『グッドフェローズ』         |
| 1991 | バリー・レヴィンソン         | 『バグジー』                 |
| 1992 | クリント・イーストウッド     | 『許されざる者』             |
| 1993 | ジェーン・カンピオン         | 『ピアノ・レッスン』         |
| 1994 | クエンティン・タランティーノ | 『パルプ・フィクション』     |
| 1995 | マイク・フィギス             | 『リービング・ラスベガス』   |
| 1996 | マイク・リー                 | 『秘密と嘘』                 |
| 1997 | カーティス・ハンソン         | 『L.A.コンフィデンシャル』   |
| 1998 | スティーヴン・スピルバーグ   | 『プライベート・ライアン』   |
| 1999 | サム・メンデス               | 『アメリカン・ビューティー』 |

### 2000年代
| 年   | 候補者                         | 作品名                                |
| ---- | ------------------------------ | ------------------------------------- |
| 2000 | スティーヴン・ソダーバーグ     | 『エリン・ブロコビッチ』              |
| 2000 | スティーヴン・ソダーバーグ     | 『トラフィック』                      |
| 2001 | デヴィッド・リンチ             | 『マルホランド・ドライブ』            |
| 2002 | ペドロ・アルモドバル           | 『トーク・トゥ・ハー』                |
| 2003 | ピーター・ジャクソン           | 『ロード・オブ・ザ・リング/王の帰還』 |
| 2004 | アレクサンダー・ペイン         | 『サイドウェイ』                      |
| 2005 | アン・リー                     | 『ブロークバック・マウンテン』        |
| 2006 | ポール・グリーングラス         | 『ユナイテッド93』                    |
| 2007 | ポール・トーマス・アンダーソン | 『ゼア・ウィル・ビー・ブラッド』      |
| 2008 | ダニー・ボイル                 | 『スラムドッグ$ミリオネア』           |
| 2009 | キャスリン・ビグロー           | 『ハート・ロッカー』                  |

### 2010年代
| 年   | 候補者                         | 作品名                                |
| ---- | ------------------------------ | ------------------------------------- |
| 2010 | オリヴィエ・アサイヤス         | 『カルロス』                          |
| 2010 | デヴィッド・フィンチャー       | 『ソーシャル・ネットワーク』          |
| 2011 | テレンス・マリック             | 『ツリー・オブ・ライフ』              |
| 2012 | ポール・トーマス・アンダーソン | 『ザ・マスター』                      |
| 2013 | アルフォンソ・キュアロン       | 『ゼロ・グラビティ』                  |
| 2014 | リチャード・リンクレイター     | 『6才のボクが、大人になるまで。』     |
| 2015 | ジョージ・ミラー               | 『マッドマックス 怒りのデス・ロード』 |
| 2016 | バリー・ジェンキンス           | 『ムーンライト』                      |
| 2017 | ギレルモ・デル・トロ           | 『シェイプ・オブ・ウォーター』        |
| 2017 | ルカ・グァダニーノ             | 『君の名前で僕を呼んで』              |
| 2018 | デブラ・グラニック             | 『足跡はかき消して』                  |
| 2019 | ポン・ジュノ                   | 『パラサイト 半地下の家族』           |

### 2020年代
| 年   | 候補者                 | 作品名                       |
| ---- | ---------------------- | ---------------------------- |
| 2020 | クロエ・ジャオ         | 『ノマドランド』             |
| 2021 | ジェーン・カンピオン   | 『パワー・オブ・ザ・ドッグ』 |
| 2022 | トッド・フィールド     | 『TAR/ター』                 |
| 2023 | ジョナサン・グレイザー | 『関心領域』                 |
| 2024 | モハマド・ラスロフ     | 『聖なるイチジクの種』       |